# Kawasaki VN 1500 Drifter
Kawasaki VN 1500 Drifter, také označovaná jako Kawasaki Vulcan 1500 Drifter, je motocykl kategorie cruiser, vyvinutý firmou Kawasaki. By vyráběn od roku 1999 do roku 2005. Vyráběn byl i menší model Kawasaki VN 800 Drifter se stejnými liniemi a také Kawasaki VN 400 Drifter, který byl určen pouze pro japonský trh.
Motocykl navazuje na klasický Indian Chief 1940, především vzhledově hlubokými blatníky.
Zrod tohoto motocyklu vybočuje z obvyklých postupů. Píše se rok 1953, ve městě Springfield (Massachusetts) končí po dvaapadesáti letech výroba legendárních motocyklů INDIAN. Nelehká doba zapříčinila, že se vyráběly už pouze modely Chief a Brave, navíc továrnu ovládla anglická společnost Brockhouse, která samozřejmě začala preferovat výhradně montáž a prodej britských značek. Tady by příběh mohl skončit, avšak do dění cca po 40. letech vstupuje Denny Berg, Don Emde a Ken Bojko zTime Machines Inc a  Cobra USA, kteří se spojili s jediným cílem, postavit ještě jednoho, posledního  "Super Chiefa"! Přestože některé zdroje uvádějí, že v té době bylo v Americe kolem 19. výrobců motocyklů, byl o pomoc požádán právě John Hoover, ředitel produktového managementu Kawasaki Motor v USA, který s plánem nejenže souhlasil, ale stal se nakonec hnací silou projektu. Na začátku byl obyčejný Donův náčrtek stroje (listopad 95), rozpočet a šibeniční termín pěti týdnů, daný právě Johnem! Nadšení, profesionalita a nakonec i výborná spolupráce s Kawasaki Motor vedla k tomu, že na nádvoří společnosti v daný čas motocykl skutečně stál!  Muselo být zajímavé a vzrušující budovat takto na koleně stroj, který měl reálnou šanci se dostat na montážní pás, bez armády projektantů, inženýrů, složitých propočtů a testů! Jen pro zajímavost - zadní blatník například vznikl náhodnou záměnou za přední, což se týmu zalíbilo a o výrazu zadních partií bylo rozhodnuto. Ještě toho roku byl prototyp převezen na Kawasaki Dealer Show v Reno (Nevada), kde byl přijat potenciálními prodejci velice kladně, a posléze prostřednictvím odborných časopisů i veřejností. Následně byl prototyp odeslán do Japonska, kde doznal už jen pár změn, než se začalo s výrobou. Původní trubkovitý výfuk, dvakrát lehce lomený byl nahrazen celkem hezkou rybinou, která spolu s blatníky vytváří originální ráz stroje a zákazník si dneska sám může vybrat, jestli vyjede s jedno, nebo dvousedlem. Původně byla plánovaná omezená produkce modelu, pouze 1 až 2 kusy pro každého autorizovaného prodejce, která se ale později změnila v plnou výrobní sérii určenou pro mnohem širší odbytiště! Vyráběl se v obsahu 1500, 800 a 400 ccm (čtyřstovku ale nemáme šanci potkat, protože byla určena výhradně na japonský trh). Za zmínku stojí i vznik názvu. Nebylo možné z pochopitelných důvodů použít cokoliv podobné názvům původní spriengfildské produkce, takže nakonec výrobce zvolil označení DRIFTER...což bylo označení jím dříve vyráběného sněžného skútru (1979?). Drifter = tulák...a myslím si, že je to název velice trefný, je to stroj přímo určený k delším cestám, k čemuž mu pomáhá kromě jiného i výborný dvouválec! Podle mého soudu, se v Drifterovi podařilo skloubit moderní technologie a retro vzhled motocyklu padesátých let, doby, kdy se začaly psát nové stránky motorismu. Podle slov samotných tvůrců se v podstatě mělo jednat o poctu, o důstojnou tečku za výrobou legendárních motocyklů s hlavou indiána na nádržích.  A co dodat na závěr.....v Chicagu, v Muzeu architektury a designu stojí ve stálé expozici Kawasaki Drifter. Byl vyhlášen "uměleckým dílem, které přesahuje rámec dopravy, kdy díky neo-retro stylu a esoterickému výkonu technologie ztělesňuje podstatu formy a funkce."

## Technické parametry
- Rám:
- Suchá hmotnost vozidla: 304 kg
- Pohotovostní hmotnost vozidla:
- Maximální rychlost: 182 km/h
- Spotřeba paliva:

## Galerie

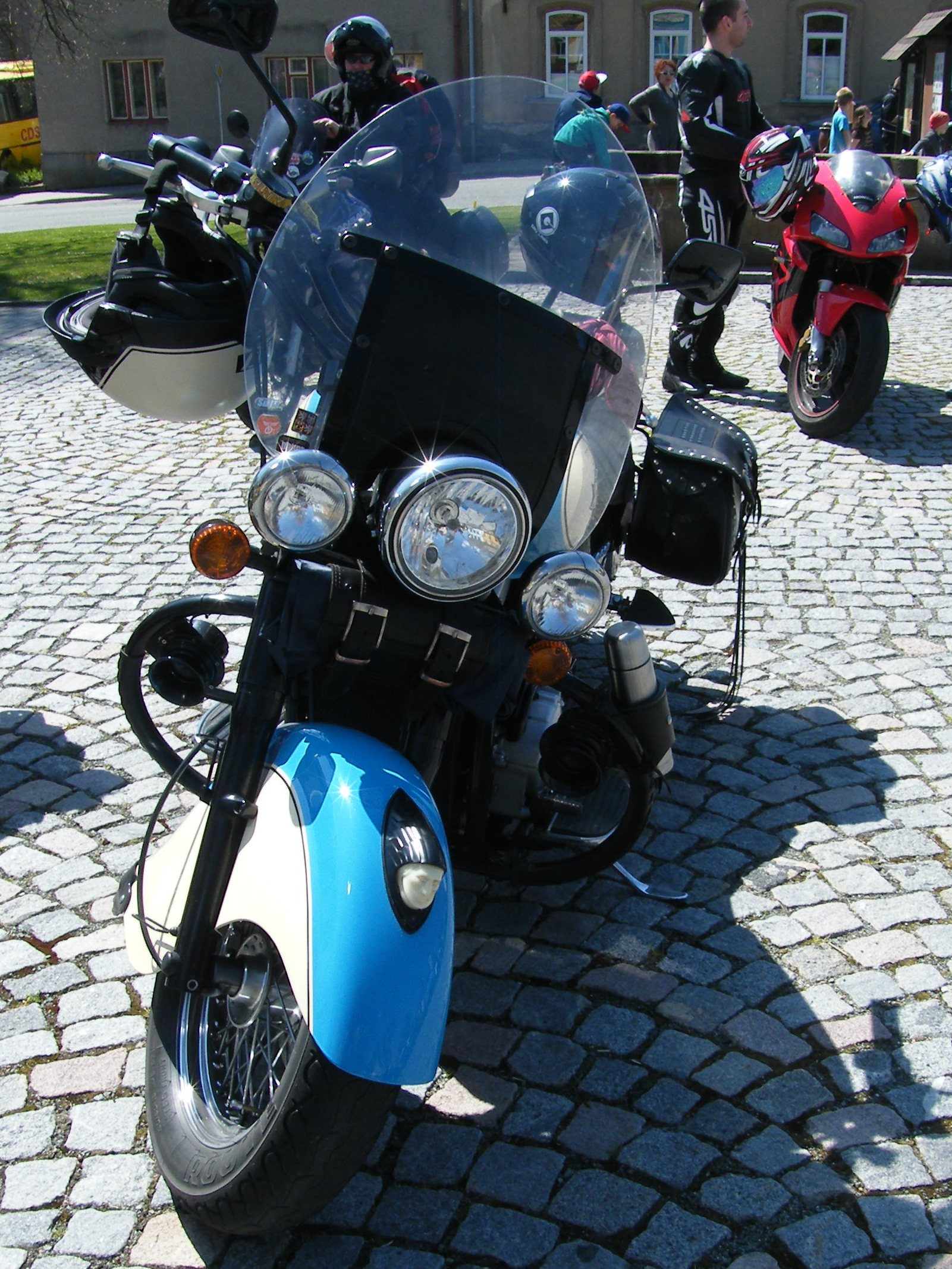
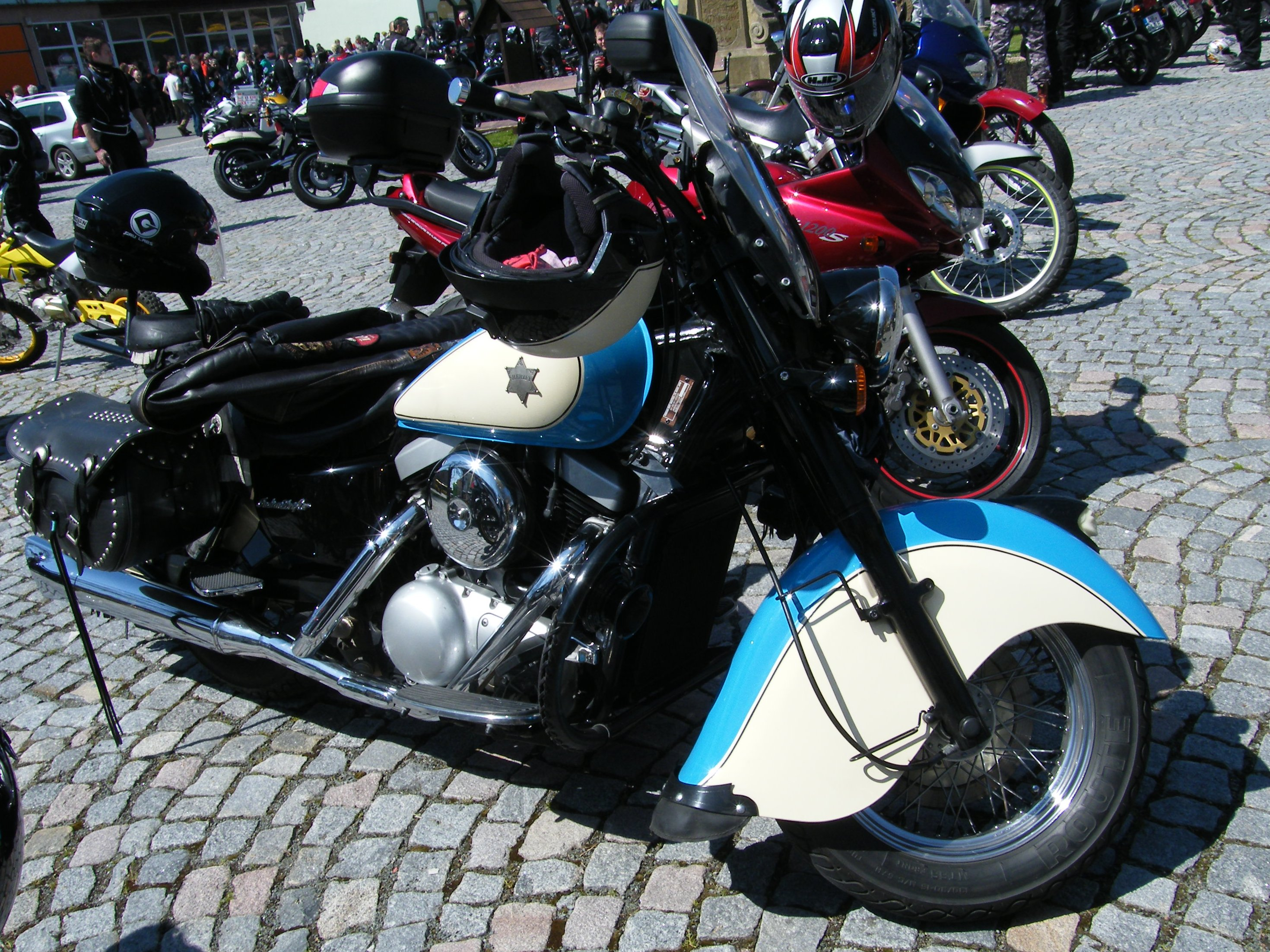
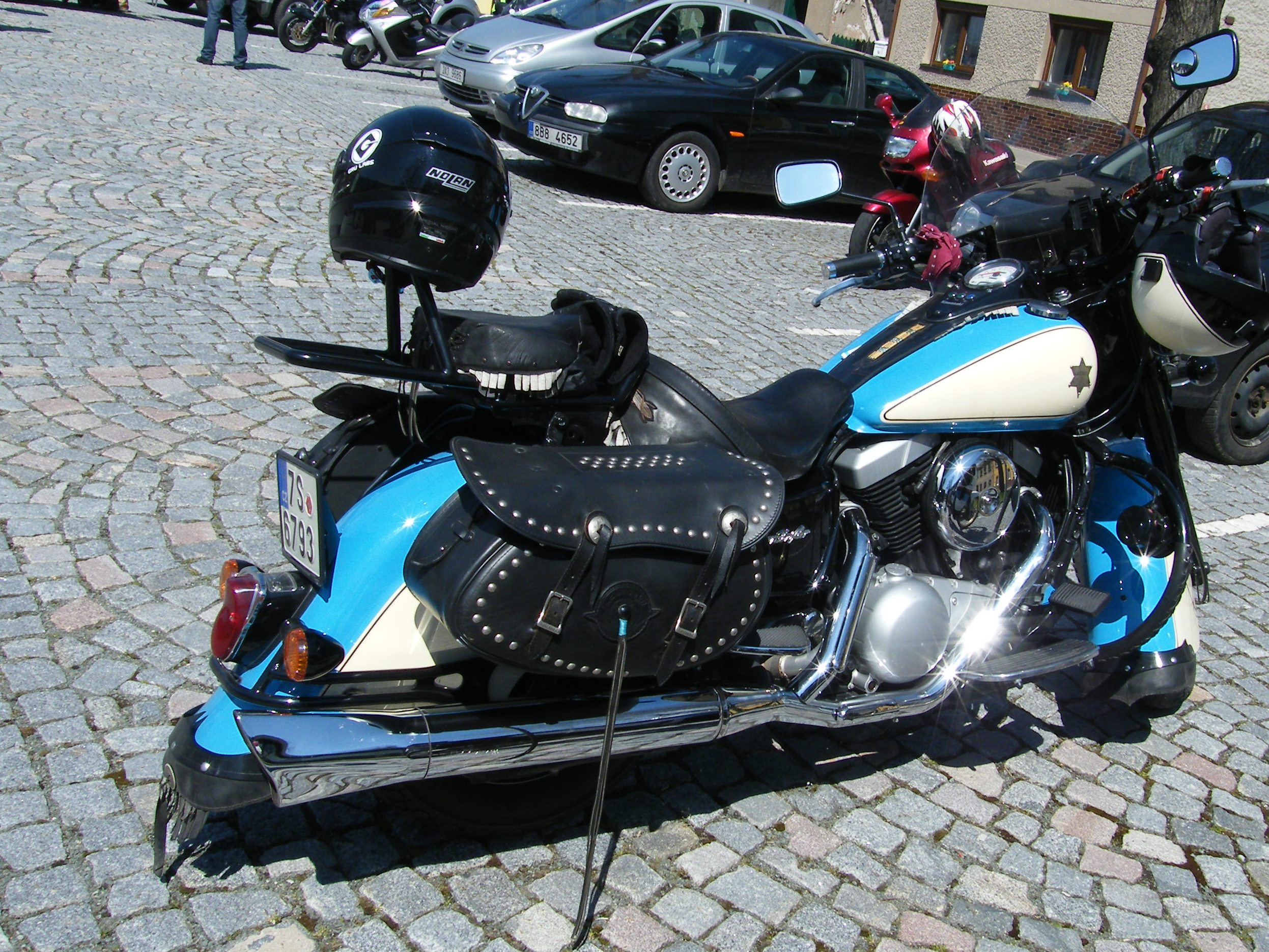
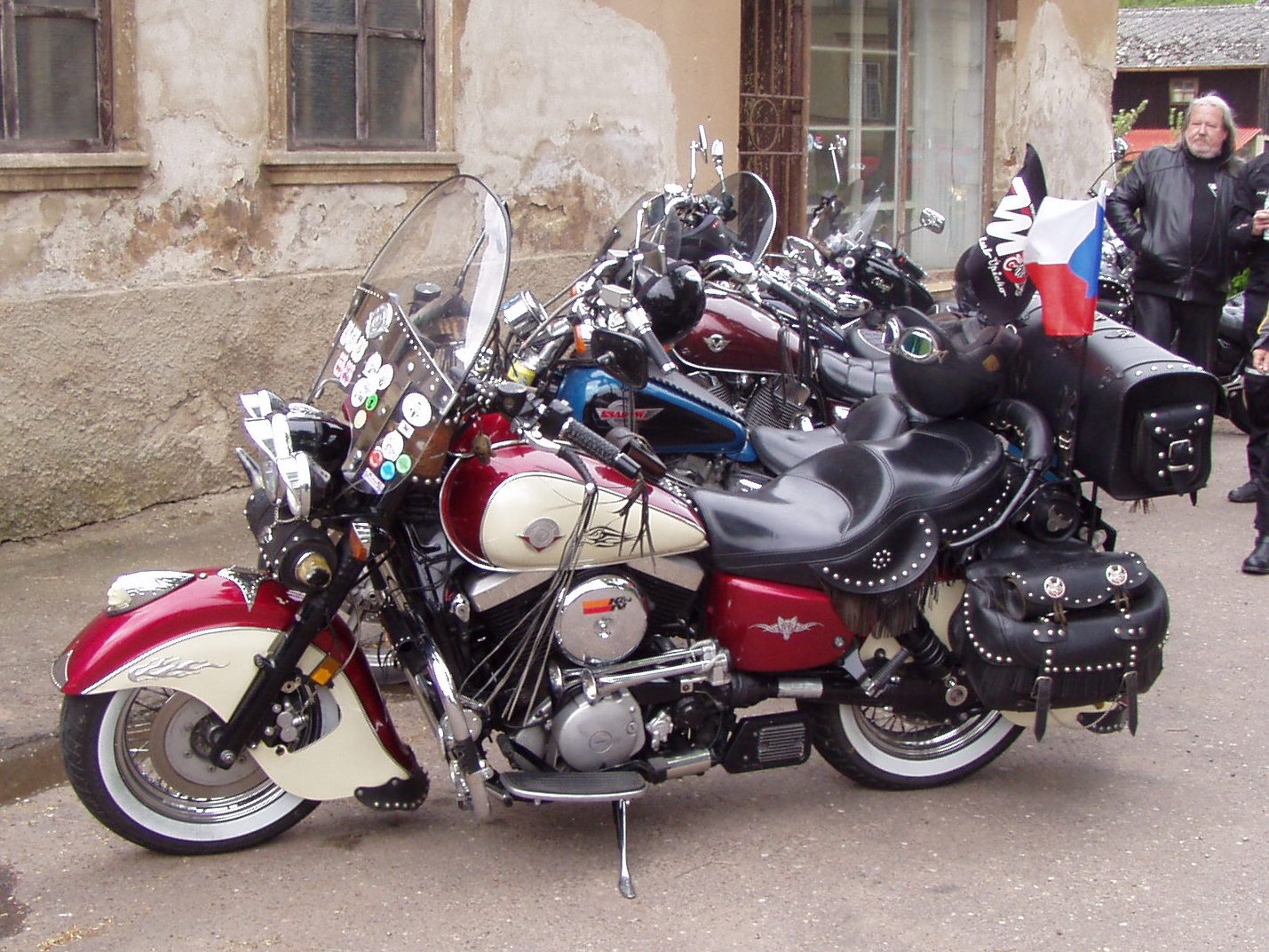
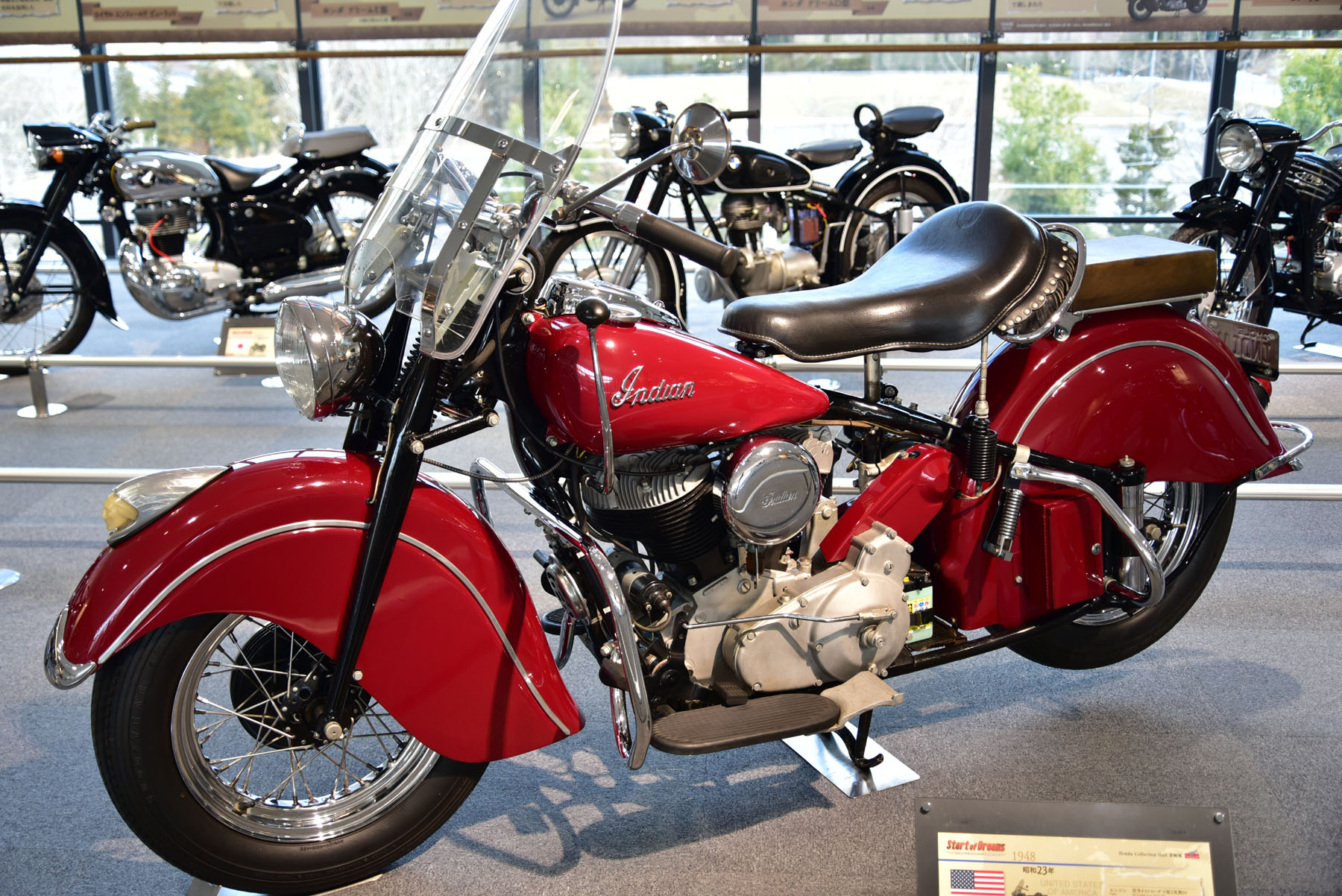
Indian Chief (1948)